# José Porrúa y Moreno
José Porrúa y Moreno fou un advocat i polític espanyol, diputat a Corts Espanyoles i governador civil durant la restauració borbònica
Durant la restauració borbònica va ocupar diversos càrrecs polítics. Membre del Partit Conservador, fou elegit diputat per la circumscripció de la Seu d'Urgell a les eleccions generals espanyoles de 1879. A les eleccions de 1881 no fou escollit i el 1884 fou nomenat governador civil de la província de Saragossa. Va obtenir novament escó a les eleccions generals espanyoles de 1884, però el 13 d'abril de 1885 va abandonar el seu escó quan fou nomenat governador civil de la província de Granada; més tard també fou Director General de l'Administració Local i Sotsecretari de Governació (1885). El 1895 fou nomenat interventor de l'Administració estatal a l'illa de Cuba i el 1896 governador civil de l'Havana.